# Lake Oswego
Lake Oswego (kiejtése: [leɪk ɒsˈwiːɡoʊ]) az Amerikai Egyesült Államok északnyugati részén, Oregon államban, elsősorban Clackamas megyében, Portlandtől délre, az 1,74 km² területű Oswego-tó körül helyezkedik el; területe Multnomah és Washington megyékbe is átnyúlik. A 2020. évi népszámláláskor 40 731 lakosa volt. Területe 29,4 km², melyből 1,74 km² vízi.
1847-ben alapították; városi rangot 1910-kapott, ekkor még Oswegónak hívták. A város a 19. században jelentős szerepet játszott Oregon gazdaságában; ma Portland alvóvárosa. 2000 és 2010 között lakossága 3,8%-kal nőtt.

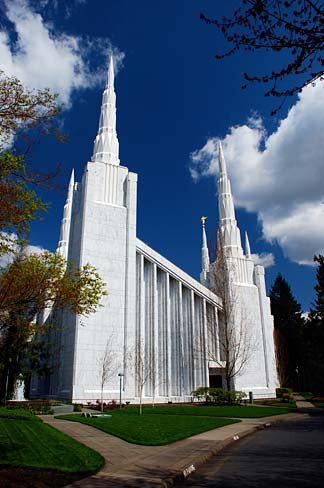
A helyi mormon templom

## Történet

### Őslakosok
A területen eredetileg a clackamas indiánok éltek, de az európai telepesek és kereskedők által behurcolt járványok miatt számuk megtizedelődött. Az Amerikán kívüliek érkezése előtt a Willamette és Tualatin-folyók között korai telepesek házai és farmjai voltak.

### 19. század

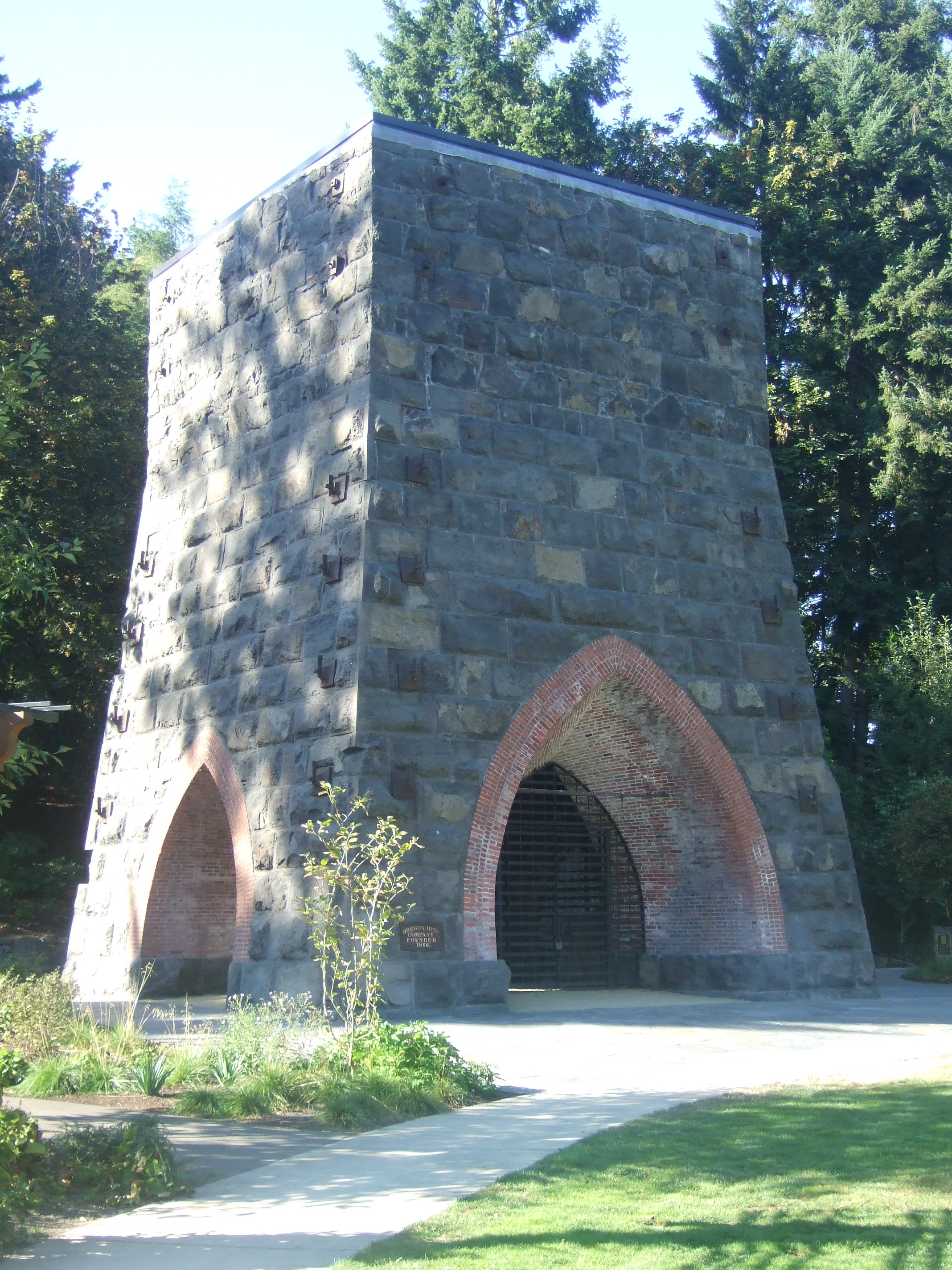
A helyreállított nagyolvasztó

Az 1850-es földadományozási és a lakhatási törvény következtében az ideérkező telepesek elnéptelenedett településeket találtak.
Albert Alonzo Durham 1847-ben alapította az akkor még Oswego nevet viselő közösséget, melyet a New Yorkban elhelyezkedő azonos nevű város után adott neki. Durham egy fűrésztelepet létesített a Sucker (ma Oswego) patakon.
1855-ben a szövetségi kormány az indiánokat a Yamhill megyei Grand Rode rezervátumba telepítette át.
Ebben az időben az állam gazdasági élete főként a Willamette- és Tualatin-folyókon, a Portland–Oregon City tengelyen folyt. A szállítás legnagyobb akadályai a vastag fák és a felázott utak voltak. Néhány kompkikötő és fedett híd maradványai a mai napig látható. A mai George Rogers Park egy 1850-ben, Durham által létrehozott kikötő; a másik a Tryon-patak Willamette-folyóba torkolló részénél volt.
1865-ben, a vasérc Tualatin-völgyben való felfedezését követően alapították az Oregon Iron Companyt. Két éven belül megépült a nyugati part első nagyolvasztója, melyet a Connecticut állam északnyugati részén lévőkről mintáztak; ezzel Lake Oswegot „a nyugat Pittsburgh-jává” akarták tenni. 1878-ban Oregonon kívüliek vették meg a céget, és Oswego Iron Companyre nevezték át. 1882-ben két bankár, Simeon Gannett Reed és Henry Villard tulajdonába került, ekkor Oregon Iron and Steel Companyre nevezték át.
1886-ban nyílt meg a Portland–Willamette-völgy-vasútvonal. Előtte a várost csak rossz minőségű közutakon vagy vízen lehetett megközelíteni. A vasút hatásai vegyesek voltak: ugyan helyileg a lakóövezetek és az ipar fejlődését remélték, viszont egyben azt is jelentette, hogy a Nagy-tavak környékéről egyszerűbben lehet vasérchez jutni.
1890-ben 12 305 tonna nyersvasat termeltek ki; az ágazat 300 embernek adott munkát. A sikereknek köszönhetően ekkorra a városnak négy vegyesboltja, egy bankja, két fodrászata, két szállója, három temploma, kilenc szalonja és egy operaháza volt.
A vasipar fontos volt a bankároknak; a század végén tervet dolgoztak ki, hogyan irányíthatnák a teljes ipart. A vízi és vasúti felügyeletet az Oregon Steam Navigation Company látta el. Ők feleltek a vas és acél biztosításáért, és jelentős szerepet töltöttek be a helyi gazdaságban.

### 20. század
Az Oregon Iron and Steel Company 97 km²-es területének nagy részét eladta, és 1905-ben vízerőművet épített az Oswego-patakon. Ahogy a kohók vízszükséglete csökkent, a kikapcsolódási lehetőségek növekedésével a közösség gyors növekedésnek indult.
Oswego 1910-ben kapott városi rangot. A Southern Pacific Railroad a vasútvonalat 1914-ben normál nyomtávúra fejlesztette és villamosította; ezután elindította a Red Electricet.
Az utasforgalom 1964-ben tetőzött: naponta 64 vonat közlekedett Portland és Oswego között. Kilenc év múlva a vonalat megszüntették, a pályát pedig csak időszakos teherszállításra használták a város és Portland déli partja között, de 1984-ben ezzel is felhagytak. Ma a vonalon városnéző villamosok (Willamette Shore Trolley) járnak.
Paul Murphy befektető Oswego Lake Country Clubja segített a város népszerűsítésében „élj, ahol játszol” szlogenjével. Murphy építtette meg a város vízvezeték-rendszerét, ami először a nyugati részeket érte el, és hozzájárult az 1930-as és 40-es évek házépítéseihez. A fejlesztések folytatódtak, és az 1940-es és 50-es években a lakóövezetek tovább fejlődtek.
A városközi tömegközlekedés megszűnésével az Oregon Motor Stages indított járatokat, de 1954-ben, egy sofőrsztrájkot követően felhagytak velük. 1955-től az Intercity Buses, Inc. működtetett buszokat a Portland–Oswego–Oregon City útvonalon. Ezeket 1970-ben a TriMet vette át.
1960-ban a szomszédos Lake Grove egy területének a városhoz csatolásával nevét Lake Oswegóra változtatták.

## Földrajz és éghajlat

### Földrajz

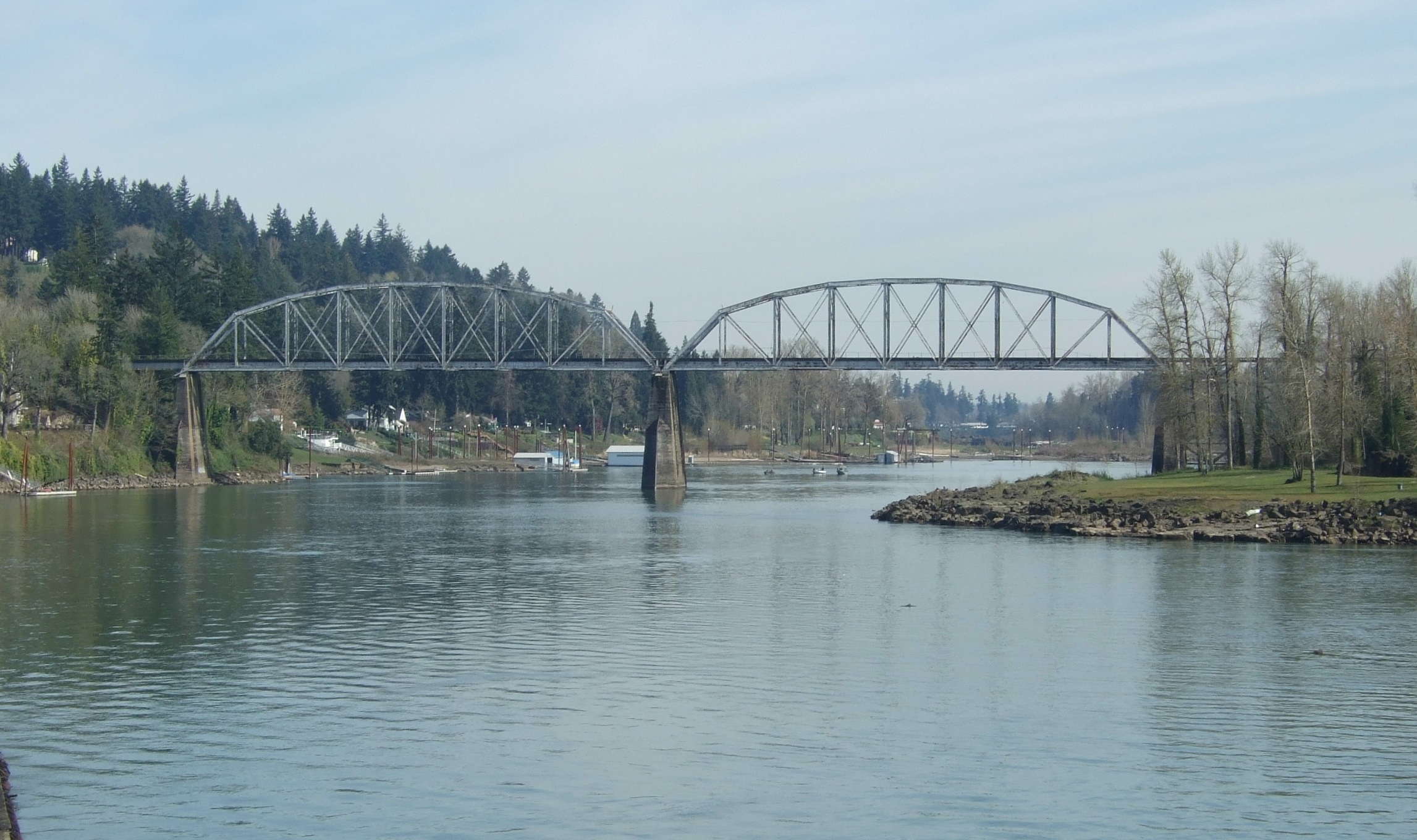
A Willamette-folyó feletti vasúti híd 2008 áprilisában

A Népszámlálási Hivatal adatai alapján a város területe 29,4 km², melyből 1,74 km² vízi. Ebbe nem tartozik bele az a 4,5 km²-es, önkormányzat nélküli terület, amelyen a közszolgáltatásokat Lake Oswego nyújtja.
Az Oswego-tó a Lake Oswego Corporation tulajdonában álló magánterület; itt eredetileg egy, az őslakosok által Walugának („vadhattyú”) nevezett természetes tó volt. A vízen egy kikötőt is létrehoztak. A Tualatin-folyóból leágazó főcsatornát korábban hozták létre.
A vízszintet árvízvédelmi okokból öt-tíz évente csökkentik; ilyenkor a tó vizét az Oswego-patakon át a Willamette-folyóba eresztik. 2010-ben az új szennyvízcsatorna kialakításához 7,3 métert engedtek le; ilyen alacsony vízszint utoljára 1962-ben, az eredeti csatorna létesítésénél volt.
A város területe a Sylvania-hegyen túl, Lake Grove kerületen át Tualatinig ér.

### Éghajlat
A térség nyarai melegek (de nem forróak) és szárazak; a havi maximum átlaghőmérséklet 22 °C. A Köppen-skála alapján a város éghajlata meleg nyári mediterrán. A legcsapadékosabb a november–január, a legszárazabb pedig a július–augusztus közötti időszak. A legmelegebb hónap augusztus, a leghidegebb pedig december.
| Hónap                         | Jan.  | Feb.  | Már. | Ápr. | Máj. | Jún. | Júl. | Aug. | Szep. | Okt. | Nov.  | Dec.  | Év    |
| ----------------------------- | ----- | ----- | ---- | ---- | ---- | ---- | ---- | ---- | ----- | ---- | ----- | ----- | ----- |
| Rekord max. hőmérséklet (°C)  | 18,9  | 23,9  | 27,2 | 33,3 | 40,0 | 39,4 | 42,2 | 41,7 | 40,6  | 35,6 | 23,9  | 20,0  | 42,2  |
| Átlagos max. hőmérséklet (°C) | 9,7   | 11,7  | 14,4 | 17,8 | 21,1 | 24,4 | 28,3 | 28,9 | 23,9  | 20,0 | 11,7  | 8,3   | 18,4  |
| Átlaghőmérséklet (°C)         | 6,3   | 7,3   | 9,4  | 11,2 | 15,0 | 18,0 | 20,8 | 21,1 | 17,5  | 13,9 | 8,1   | 5,0   | 12,8  |
| Átlagos min. hőmérséklet (°C) | 2,8   | 2,8   | 4,4  | 6,1  | 8,9  | 11,7 | 13,3 | 13,3 | 11,1  | 7,8  | 4,4   | 1,7   | 7,4   |
| Rekord min. hőmérséklet (°C)  | −18,9 | −14,4 | −5,6 | −2,2 | −0,6 | 2,8  | 5,0  | 5,0  | −16,1 | −4,4 | −12,8 | −14,4 | −18,9 |
| Átl. csapadékmennyiség (mm)   | 173   | 122   | 119  | 89   | 64   | 43   | 18   | 18   | 41    | 91   | 168   | 185   | 1131  |
| Forrás: The Weather Channel   |       |       |      |      |      |      |      |      |       |      |       |       |       |

## Népesség

### 2010
A 2010-es népszámláláskor a városnak 36 619 lakója, 15 893 háztartása és 10 079 családja volt. A népsűrűség 1323,8 fő/km2. A lakóegységek száma 16 995, sűrűségük 1591,3 db/km2. A lakosok 89,3%-a fehér, 0,7%-a afroamerikai, 0,4%-a indián, 5,6%-a ázsiai, 0,2%-a a Csendes-óceáni szigetekről származik, 0,8%-a egyéb, 3%-a pedig kettő vagy több etnikumú. A spanyol vagy latino származásúak aránya 3,7% (2% mexikói, 0,2% Puerto Ricó-i, 0,1% kubai, 1,3% egyéb spanyol vagy latino származású.)
A háztartások 28,9%-ában élt 18 évnél fiatalabb. 53,1% házas, 7,4% egyedülálló nő, 2,9% egyedülálló férfi, 36,6% pedig nem család. 30,1% egyedül élt; 11,8%-uk 65 éves vagy idősebb. Egy háztartásban átlagosan 2,29 személy élt; a családok átlagmérete 2,88 fő.
A medián életkor 45,8 év volt. A város lakóinak 22,1%-a 18 évesnél fiatalabb, 5,7% 18 és 24 év közötti, 21%-uk 25 és 44 év közötti, 35,1%-uk 45 és 64 év közötti, 16,2%-uk pedig 65 éves vagy idősebb. A lakosok 47,3%-a férfi, 52,7%-a pedig nő.

### 2000
A 2000-es népszámláláskor  a városnak 35 278 lakója, 14 769 háztartása és 9665 családja volt. A népsűrűség 1275,4 fő/km2. A lakóegységek száma 15 741, sűrűségük 587,2 db/km2. A lakosok 91,1%-a fehér, 0,6%-a afroamerikai, 0,3%-a indián, 4,6%-a ázsiai, 0,2%-a a Csendes-óceáni szigetekről származik, 0,7%-a egyéb-, 2,5%-a pedig kettő vagy több etnikumú. A spanyol vagy latino származásúak aránya 2,3% (1,2% mexikói, 0,1% Puerto Ricó-i, 0,1% kubai, 0,9% pedig egyéb spanyol/latino származású.)
A háztartások 32%-ában élt 18 évnél fiatalabb. 56,2% házas, 6,9% egyedülálló nő; 34,6% pedig nem család. 27,9% egyedül élt; 7,9%-uk 65 éves vagy idősebb. Egy háztartásban átlagosan 2,38 személy élt; a családok átlagmérete 2,95 fő.
A város lakóinak 24,8%-a 18 évesnél fiatalabb, 6,1% 18 és 24 év közötti, 26,8%-uk 25 és 44 év közötti, 31%-uk 45 és 64 év közötti, 11,4%-uk pedig 65 éves vagy idősebb. A medián életkor 41 év volt. Minden 100 nőre 92,9 férfi jut; a 18 évnél idősebb nőknél ez az arány 88,2.
A háztartások medián bevétele 71 597 amerikai dollár, ez az érték családoknál $94 587. A férfiak medián keresete $66 380, míg a nőké $41 038. A város egy főre jutó bevétele (PCI) $42 166. A családok 3,4%-a, a teljes népesség 2,3%-a élt létminimum alatt; a 18 év alattiaknál ez a szám 2%, a 65 évnél idősebbeknél pedig 4%.

## Legnagyobb foglalkoztatók
A 2012-es adatok alapján a legnagyobb foglalkoztatók:
| Foglalkoztató               | Alkalmazottak száma |
| --------------------------- | ------------------- |
| Lake Oswegó-i Iskolakerület | 568                 |
| Lake Oswegó-i Önkormányzat  | 354                 |
| Waggener Edstrom Worldwide  | 312                 |
| Stanford's                  | 281                 |
| Micro Systems Engineering   | 246                 |
| Mary's Woods at Marylhurst  | 200                 |
| Jacobs Engineering Group    | 200                 |
| New Seasons Market          | 173                 |
| PacifiCare Health Systems   | 165                 |
| Autodesk                    | 150                 |

## Városvezetés
Lake Oswego a városkezelési feladatok ellátására egy menedzsert alkalmaz. A választók a polgármestert és a négy, önkéntes képviselőjelöltet négy-négy évre választják meg.
A városi szervezetek (rendőrség, tűzoltóság, könyvtár, parkok, titkárság, fejlesztési ügynökség) munkatársai a menedzser alá tartoznak.
A három legnagyobb szervezet:
| Ágazat                                 | Létszám (fő/szervezet) |
| -------------------------------------- | ---------------------- |
| Karbantartás, tervezés, mérnöki munkák | 80                     |
| Könyvtár, parkok, pihenés              | 70                     |
| Rendőrség, tűzoltóság                  | 50                     |

### Civilszervezetek
A lakosok képviseletét a kerületi szervezetek látják el. 2013 szeptemberében 21 ilyen szervezet volt, ezek a következők (a „¤” szimbólummal jelöltek csak a vízparton élők képviseletére szakosodtak): Birdshill, Blue Heron¤, Bryant¤, North Shore-Country Club¤, Evergreen¤, First Addition, Forest Highlands, Glenmorrie, Hallinan Heights, Holly Orchard, Lake Grove, Lakewood¤, McVey-South Shore¤, Old Town, Palisades¤, Rosewood, Skylands, Uplands, Waluga, Westlake, és Westridge.
Mountain Parkban a képviseletről egy lakásszövetkezet gondoskodik.
A városlakók képviselete:
| Civilszervezetek statisztikái | Civilszervezetek statisztikái |
| ----------------------------- | ----------------------------- |
| Választópolgárok száma        | 23 061                        |
| Tanácsadó testületek          | 10                            |
| Önkéntesek                    | min. 500                      |
| Önkéntes elsősegélynyújtók    | 487                           |

## Oktatás
A város 7000 diákja a Lake Oswegó-i Iskolakerület intézményeiben tanul. Egy tanárra átlagosan 23 tanuló jut. A városnak két gimnáziuma (Lake Oswego és Lakeridge High School), ezen felül hat általános iskolája és egy előkészítő gimnáziuma van.

## Kultúra és pihenés
A város parkjainak és köztereinek összterülete 2,32 km². Ebbe 24 park, egy amfiteátrum, egy uszoda, egy vízisport-központ, egy idősek klubja, egy golfpálya, egy bel- és hét kültéri teniszpálya és öt piknikezőhely tartozik. A régi iskolakerület területén élőknek egy új uszodát építettek. A városban található még az Oswego Lake Country Club és egy lovasklub.
Lake Oswegónak egy könyvtára van, amely tagja a Clackamas megyei Könyvtárak Információs Hálózatának. A 2002 és 2006 közötti időszakban a könyvtár a tíz legjobb között volt a hasonló népességű települések könyvtárai között.

## Nevezetes személyek
- Allen Alley – a Pixelworks alapítója, a Republikánus Párt kormányzójelöltje
- Art Alexakis – az Everclear együttes alapítója és frontembere
- Bart Miadich – baseballjátékos[20]
- Chris Dudley – NBA-játékos, republikánus kormányzójelölt
- Daniel Baldwin – színész, rendező[21]
- Don Schollander – olimpikon[22]
- Drew Stanton – NFL-játékos[23]
- Frank Brickowski – NBA-játékos[24]
- Henry Selick – rendező
- J. J. Birden – NFL-játékos
- Jon Arnett – NFL-játékos
- Julianne Phillips – Bruce Springsteen exfelesége, színész, modell[25]
- Kevin Love – NBA-játékos
- LaMarcus Aldridge – NBA-játékos[26]
- Linus Pauling – kémiai- és béke-Nobel-díjas író, tanár[5]
- Lopez Lomong – olimpikon[27]
- Luke Askew – színész[28]
- Merrill A. McPeak – a légierő parancsnoka
- Michael Stutes – MLB-játékos[29]
- ifj. Mike Dunleavy – NBA-játékos[30]
- Mike Erickson – üzletember, képviselőjelölt
- Mike Richardson – képregényíró
- Nathan Farragut Twining – a légierő vezérkarának vezetője[31]
- Neil Lomax – NFL-játékos[32]
- Nicolas Batum – NBA-játékos[33]
- Patty Mills – NBA-játékos
- Richard Read – Pulitzer-díjas újságíró[34][35]
- Rudy Fernández – NBA-játékos
- Salim Stoudamire – baseballjátékos
- Stan Love – NFL-játékos
- Stu Inman – a Portland Trail Blazers társalapítója[36]
- Terry Dischinger – kosárlabdajátékos
- Walter F. Brown – a haditengerészet parancsnoka[37]
- William Stafford – költő[38]

## Testvérvárosok
- Yoshikawa, Japán[39]
- Pucón, Chile

## Fordítás
Ez a szócikk részben vagy egészben  a   Lake Oswego, Oregon című angol Wikipédia-szócikk ezen változatának fordításán alapul.  Az eredeti cikk szerkesztőit annak laptörténete sorolja fel. Ez a jelzés csupán a megfogalmazás eredetét és a szerzői jogokat jelzi, nem szolgál a cikkben szereplő információk forrásmegjelöléseként.